# Decauville-Bahn von La Guerche-sur-l’Aubois
| Decauville-Bahn von La Guerche-sur-l’Aubois Réseau des carrières et fours à chaux Daumy, Boucheron & Cie | Decauville-Bahn von La Guerche-sur-l’Aubois Réseau des carrières et fours à chaux Daumy, Boucheron & Cie |
| --- | --- |
| Transport vom Steinbruch zur Kalk- und Zementfabrik                                                      | |
| Künstlerische Darstellung des Streckenverlaufs um 1910                                                   | |
| Spurweite:                                                                                               | 600 mm (Schmalspur)                                                                                      |
| | |

Die Decauville-Bahn von La Guerche-sur-l’Aubois  war eine um 1910 mit Pferden betriebene Feldbahn der Kalk- und Zementfabrik Daumy, Boucheron & Cie in La Guerche-sur-l’Aubois.

## Vorgeschichte
Die Fabrik produzierte unter dem Namen Daumy Ainé et Cie bereits um 1869 im 19 km weiter nördlich gelegenen Beffes bei Jouet hydraulischen Kalk, einen Baustoff, der sowohl an der Luft als auch unter Wasser härtet.

## Streckenverlauf
Auf alten Postkarten und dem von A. Daumy, Boucheron & Cie um 1910 eingesetzten Briefpapier werden alle von ihnen eingesetzten Transportmittel gezeigt. Von den Steinbrüchen unterhalb der Kirche wurde der Kalk mit der Decauville-Bahn mit einer Spurweite von 600 mm zu den Kalköfen, Löschbecken und Mahlwerken und schließlich den Versandstellen für die fertigen Produkte an der Eisenbahn und dem Berry-Kanal gebracht. Anders als in der künstlerischen Darstellung gezeigt, lag die Fabrik allerdings etwa 500 m entfernt vom Berry-Kanal auf der anderen Seite des Stadtzentrums von La Guerche.